# Бунге, Густав Александрович
Густав Александрович Бунге (нем. Gustav Piers Alexander von Bunge; 1844—1920) — русский физиолог, химик, профессор Базельского университета, сын Александра Андреевича Бунге.

## Биография
Родился 7 (19) января 1844 года в Дерпте в семье Александра Андреевича Бунге, у которого всего было семеро детей и в их числе младший брат Густава, Александр, ставший зоологом.
Учился на медицинском факультете Дерптского университета (1863—1867), затем до 1870 года продолжал образование в Лейпциге у Шмидеберга. В 1871 году получил в Дерптском университете степень кандидата химии, а в 1873 году — степень магистра химии и в 1874 году там же — доктора химии; в 1882 году в Лейпцигском университете получил степень доктора медицины.
С 1872 года работал лаборантом и ассистентом, с 1874 года — доцентом физиологии в Дерпте; с 1885 года — экстраординарный, а с 1886 года — ординарный профессор на кафедре физиологической химии в Базеле.
Его вступительная лекция «Вопрос алкоголя» 23 ноября 1886 года, в которой он высказался против потребления и производства алкоголя, произвела сенсацию и была переведена на шестнадцать языков. Это легло в основу научного движения за воздержание и ориентированной на здоровье алкогольной политики. Герхарт Гауптман в 1889 году, когда задумывал свою пьесу «Vor Sonnenaufgang», опирался на эту лекцию, опубликованную в 1887 году, и цитировал её в тексте драмы. В 1888 году Г. Бунге был избран членом Леопольдины.
Стал известен своими работами по исследованию состава крови у разных видов животных, о составе молока у разных животных, в связи с исследованием состава тканей новорождённых, о значении поваренной соли в пище, о действии алкоголя.  Он выступал против болезней цивилизации и стал популярен благодаря своим работам о воздержании. В 1890 году стал почётным гражданином Базеля.
Густав Бунге воспитал много талантливых учеников, среди них — Э. Абдергальден. Он руководил докторской диссертацией Н. И. Лунина, которая послужила основой для развития учения о витаминах.
Интересы Бунге не ограничивались естественными науками; история и общественные науки занимали его ещё со студенческих лет и он стал убеждённым последователем американского земельного реформатора Генри Джорджа.
Умер 5 ноября 1920 года[по какому календарю?] в Базеле; 8 ноября он был похоронен на кладбище Вольфготтезаккер .